# 金曜お天気博士
金曜お天気博士（きんようおてんきはかせ）は、1985年4月5日から1986年3月28日までNHK総合テレビジョンで放送された気象に関する情報番組である。

## 概要
「1年見たらあなたも予報官になれる」をテーマに面白くて役に立つ気象情報番組である。前身番組は1984年度まで放送された『テレビ気象台』であった。この番組は気象災害の防止を目的としており、気象災害が発生すれば18時30分からのローカルニュース、19時からの全国ニュースに先だって災害の速報・分析を伝えていた。放送内容は、気象ニュースの分析、気象と生活のかかわりをさまざまな側面から描く企画もの、多彩な人物が出演した「気象と私」、お天気博士の気象豆辞典、週末の気象情報で構成していた。

## キャスター
- 倉嶋厚[3][2]
- 桜井洋子[3][2]

## 備考
- 後継番組は帯番組の『にっぽん列島ただいま6時』だが、金曜分のみ当番組のコンセプトを引き継いでいた（キャスターも、倉嶋が当番組からの続投というかたちで担当）。